# Схилде
 Схилде  је отмено стамбено насељe и општина која се налази у белгијској покрајини Антверпен региона Фландрије. 

## Општина
Укупна површина општине је 35,99 км ² што даје густину насељености од 536,49 становника по км ². По студији Католичког универзитета у Леувену 2008 год. општина је изабрана као најпријатнија за живот у Фландрији. Општина има највиши ниво дохотка по глави становника, и често се назива бисер "Вооркемпена".

## Становништво
Према процени, у општини је 1. јануара 2015. живело 19.375 становника.
| 1984.  | 2000.  | 2010. | 2015. |
| ------ | ------ | ----- | ----- |
| 17.236 | 19.562 | 19496 | 19375 |